# Förbundet Blödarsjuka i Sverige
Förbundet Blödarsjuka i Sverige (FBIS) är ett förbund som organiserar personer med blödningsrubbningar som hemofili, von Willebrands sjukdom, ITP och närbesläktade sjukdomar i Sverige. Förbundet ingår i Funktionsrätt Sverige.